# Diaspidiotus acutus
Diaspidiotus acutus är en insektsart som först beskrevs av Borchsenius 1964.  Diaspidiotus acutus ingår i släktet Diaspidiotus och familjen pansarsköldlöss.
Artens utbredningsområde är Nordkorea. Inga underarter finns listade i Catalogue of Life.